# De Vico (månekrater)
De Vico er et nedslagskrater på Månen. Det befinder sig i den sydvestlige del af Månens forside og er opkaldt efter den italienske astronom Francesco De Vico (1805 – 1848).
Navnet blev officielt tildelt af den Internationale Astronomiske Union (IAU) i 1935. 

## Omgivelser
De Vicokrateret ligger syd for Sirsaliskrateret. Mod vest-nordvest ligger Crügerkrateret. Mod nordvest ligger også de lavaoversvømmede rester af "De Vico T". På den anden side heraf ligger den lineære rille Rima Sirsalis, som følger en kurs mod nordøst, forbi Sirsaliskraterets rand. 

## Karakteristika
De Vico er et cirkulært, skålformet krater med en lille, flad kraterbund i midten.

## Satellitkratere
De kratere, som kaldes satellitter, er små kratere beliggende i eller nær hovedkrateret. Deres dannelse er sædvanligvis sket uafhængigt af dette, men de får samme navn som hovedkrateret med tilføjelse af et stort bogstav. På kort over Månen er det en konvention at identificere dem ved at placere dette bogstav på den side af satellitkraterets midte, som ligger nærmest hovedkrateret. De Vicokrateret har følgende satellitkratere:
| De Vico | Længde  | Bredde  | Diameter |
| ------- | ------- | ------- | -------- |
| A       | 18,8° S | 63,5° V | 32 km    |
| AA      | 18,8° S | 63,1° V | 12 km    |
| B       | 17,8° S | 58,7° V | 9 km     |
| C       | 20,6° S | 62,3° V | 12 km    |
| D       | 21,1° S | 61,9° V | 12 km    |
| E       | 21,1° S | 61,3° V | 13 km    |
| F       | 19,1° S | 62,6° V | 12 km    |
| G       | 19,0° S | 58,9° V | 8 km     |
| H       | 19,9° S | 59,1° V | 8 km     |
| K       | 20,1° S | 58,3° V | 8 km     |
| L       | 19,9° S | 57,7° V | 5 km     |
| M       | 21,1° S | 59,4° V | 8 km     |
| N       | 19,8° S | 61,9° V | 6 km     |
| P       | 20,4° S | 60,8° V | 30 km    |
| R       | 19,4° S | 61,9° V | 13 km    |
| S       | 19,5° S | 63,4° V | 10 km    |
| T       | 18,7° S | 61,8° V | 41 km    |
| X       | 20,5° S | 60,1° V | 6 km     |
| Y       | 20,4° S | 60,3° V | 6 km     |

## Måneatlas
- De Vico i Lpi-måneatlasset. Arkiveret 3. september 2014 hos  Wayback Machine